# Юлия Аквилия Севера
Ю́лия Акви́лия Севе́ра (лат. Iulia Aquilia Severa) — весталка (жрица богини Весты) и вторая супруга римского императора Гелиогабала. Имя Юлия получила в замужестве.

## Жизнь
Происходила из благородного рода Аквилиев, дочь Квинта Аквилия.
Аквилия была весталкой, и поэтому ее брак с Гелиогабалом в конце 220 года стал причиной ожесточенных споров – традиционно наказанием за нарушение тридцатилетнего обета безбрачия было погребение заживо. Но это не помешало императору Гелиогабалу сделать ее своей женой, обеспечив ей очевидный протекторат. На тот момент ему было 16 или 17 лет. В начале того же года Гелиогабал развёлся со своей первой супругой Юлией Корнелией Паулой, дальнейшая судьба которой неизвестна. Брак императора с весталкой вызвал большое возмущение среди всех сословий Рима.
Гелиогабал объяснил, что он как представитель бога Солнца взял в жёны представительницу богини Весты. Считается, что у Гелиогабала были религиозные причины для этого брака: женившись на ней, он также провел символический брак своего бога с Вестой. Взгляды историков на этот брак разнятся: есть мнения, что ее заставили выйти замуж против ее воли или что даже имело место изнасилование, иные историки утверждают, что сведения о Гелиогабале были искажены его врагами, поэтому нет уверенности в том, что произошло на самом деле. Неизвестно, испытывал ли Гелиогабал настоящие чувства к супруге или его больше заботила символика брака.
Аквилия как жена императора получила когномен Севера, а также имя Юлия. Всего через несколько месяцев Гелиогабал расстался с Аквилией, вернул её обратно в святилище и женился на Аннии Фаустине. Возможно, это произошло по настоянию Юлии Месы, бабушки Гелиогабала, которая способствовала его восхождению на трон. Впрочем, в 221 году Гелиогабал развелся с Фаустиной и вернулся к Аквилии, заявив, что первоначальный развод был недействителен. Считается, что Севера оставалась с Гелиогабалом до его убийства солдатами-мятежниками в 222 году. Предположительно, детей у них не было. Судьба Юлии Аквилии после убийства Гелиогабала в 222 году неизвестна.